# بوزنفال (مترو باريس)
بوزنفال (بالفرنسية: Buzenval)‏ هي محطة مترو تابعة لمترو باريس تقع في فرنسا في الدائرة العشرون في باريس.[بحاجة لمصدر]